# ПРО С-550
Система противоракетной обороны ближнего перехвата С-550 — проект мобильной объектовой системы противоракетной обороны. Система разрабатывалась в 1981–1988 годах коллективом во главе с Б. В. Бункиным и А. А. Леманским в ЦКБ «Алмаз». Разработка системы противоракетной обороны С-550 велась наряду с другой системой ПРО ближнего перехвата С-375 (также в ЦКБ «Алмаз»), на базе проекта системы ПРО С-225 для защиты стратегически значимых объектов страны — её отдельных особо важных административных и промышленных центров. Прекращение работ по системе ПРО С-550 осуществлялось одновременно с закрытием ряда  проектов других советских конструкторских бюро в сфере обороны в рамках соглашений, достигнутых в ходе встречи Генерального секретаря ЦК КПСС М. С. Горбачёва с президентом США Р. Рейганом в Рейкьявике 11–12 октября 1986 года. Оборудование опытного образца огневого комплекса системы было демонтировано после 1992 года. После распада СССР, созданный в результате работы над проектом задел был уничтожен.

## История проекта
Проект объектовой системы ПРО / мобильной системы ПРО ближнего перехвата С-550 с использованием опыта создания ограниченно мобильной системы ПРО С-225 «Азов». По конфигурации и задачам С-550, по всей вероятности, была аналогична системе С-225, но создавалась на новой элементной базе. Разработка была начата в соответствии с Постановлением Совета Министров СССР № 635-188 от 5 июля 1981 года. Разработка велась ЦКБ «Алмаз», совместно с ОКБ «Новатор» (ракета ближнего перехвата) и ИТМиВТ (ЭВМ). Одновременно с работой над С-550, А. А. Леманский руководил работами по созданию зенитно-ракетных комплексов С-300ПМУ1 и -ПМУ2. К концу 1981 года выпущены технические предложения и эскизный проект системы. К середине 1980-х годов была разработана конструкторская документация на систему. В 1985 году, по мере выпуска технической документации на системы ПРО, заводы приступили к изготовлению средств системы ПРО. К 1988 году были изготовлены компоненты огневого (стрельбового) комплекса — аппаратная часть радиолокационной системы наведения, командный пункт, вычислительные средства, на 50 % был завершён антенный пост — по антенному посту были изготовлены поворотное основание, металлические конструкции и антенные элементы ФАР. Ввиду того, что система разрабатывалась как перебазируемая и поэтому было принято решение средства системы выпускать в контейнерах, что позволило бы оперативно развёртывать систему на обороняемом объекте. Вся аппаратура систем огневого комплекса (ОК): радиолокационная система наведения, командный пункт с местами операторов, вычислительный центр с ЭВМ, — размещалась в трёх контейнерах. Испытания С-550 планировалось начать в 1990 году в варианте стационарного комплекса, чтобы не выходить за рамки Договора об ограничении систем противоракетной обороны, который запрещал создание мобильных систем противоракетной обороны, — развёртывание системы, согласно исходному замыслу проекта, было бы невозможно без нарушения положений Договора по ПРО (согласно документам из вывезенного в США архива бывшего заместителя заведующего оборонным отделом ЦК КПСС В. Л. Катаева, где система ПРО ближнего перехвата С-550 фигурирует наряду с системой ПРО шахтных пусковых установок межконтинентальных баллистических ракет «Самбо», срок предъявления системы для испытаний устанавливался на 1988 год.) Была начата подготовка к сборке огневого комплекса, но в 1988 году работы по системе ПРО С-550 были прекращены. Оборудование опытного образца было демонтировано после распада СССР.

## Элементы системы
Для решения указанных задач, в систему предполагалось включить следующие элементы.

### Средства управления
- Командный пункт
- Автоматизированная система управления средствами комплекса
- Вычислительный центр оснащённый высокопроизводительными электронно-вычислительными машинами.

### Средства обнаружения, селекции целей и наведения
- Радиолокационная система наведения

- Радиолокационная станция с фазированной антенной решёткой. Зона обзора РЛС составляла 90° по азимуту и по углу места. Антенный пост планировалось построить на базе проходной приёмо-передающей антенной решётки на поворотном основании. Управление ракетами предполагалось выполнять с помощью РЛС без станции передачи команд.

### Средства обеспечения мобильности
- Транспортные грузовые контейнеры для перевозки и размещения средств системы (аппаратуры систем огневого комплекса), обеспечивающие оперативное развёртывание и свёртывание системы на местности.
- Пусковые установки противоракет — передвижные со стартом ракет из транспортно-пусковых контейнеров.

### Боевые средства
- Противоракеты ближнего перехвата — модификация двухступенчатой противоракеты ПРС-1 (53Т6) с твердотопливным ракетным двигателем, разрабатывавшейся для ПРО С-225 и ПРО С-375.

## Хронология проекта
За время работы, проект прошёл следующие этапы:
- 1981 — начало работ над проектом, создание и защита аванпроекта.
- 1985 — включение проекта в комплексную программу Д-20.
- 1986 — начало выпуска оборудования огневого комплекса системы.
- 1988 — прекращение работ по системе ПРО С-550.
- >1992 — демонтаж материальной базы полигонного образца.

## Сравнительная характеристика
| Основные сведения и тактико-технические характеристики стратегических комплексов (систем) противоракетной обороны СССР и России | Основные сведения и тактико-технические характеристики стратегических комплексов (систем) противоракетной обороны СССР и России | Основные сведения и тактико-технические характеристики стратегических комплексов (систем) противоракетной обороны СССР и России | Основные сведения и тактико-технические характеристики стратегических комплексов (систем) противоракетной обороны СССР и России | Основные сведения и тактико-технические характеристики стратегических комплексов (систем) противоракетной обороны СССР и России | Основные сведения и тактико-технические характеристики стратегических комплексов (систем) противоракетной обороны СССР и России | Основные сведения и тактико-технические характеристики стратегических комплексов (систем) противоракетной обороны СССР и России | Основные сведения и тактико-технические характеристики стратегических комплексов (систем) противоракетной обороны СССР и России | Основные сведения и тактико-технические характеристики стратегических комплексов (систем) противоракетной обороны СССР и России | Основные сведения и тактико-технические характеристики стратегических комплексов (систем) противоракетной обороны СССР и России | Основные сведения и тактико-технические характеристики стратегических комплексов (систем) противоракетной обороны СССР и России |
| Характеристики | Наименование комплекса (системы) ПРО                                                                                            | Наименование комплекса (системы) ПРО                                                                                            | Наименование комплекса (системы) ПРО                                                                                            | Наименование комплекса (системы) ПРО                                                                                            | Наименование комплекса (системы) ПРО                                                                                            | Наименование комплекса (системы) ПРО                                                                                            | Наименование комплекса (системы) ПРО                                                                                            | Наименование комплекса (системы) ПРО                                                                                            | Наименование комплекса (системы) ПРО                                                                                            | Наименование комплекса (системы) ПРО                                                                                            |
| Характеристики | «А» | «А-35» | «А-35Т» | «А-35М» | «С-225» | «С-375» | «А-135» | «А-135» | «А-235» | «А-235» |
| --- | --- | --- | --- | --- | --- | --- | --- | --- | --- | --- |
| Разработчик (изготовитель) | СКБ-30, МКБ «Факел» | ЦНПО «Вымпел», МКБ «Факел» | СКБ-30 | ЦНПО «Вымпел», МКБ «Факел» | ЦКБ «Алмаз» | ЦКБ «Алмаз» | ЦНПО «Вымпел», МКБ «Факел», ЕМКБ «Новатор»                                                                                      | ЦНПО «Вымпел», МКБ «Факел», ЕМКБ «Новатор»                                                                                      | ЦНПО «Вымпел» | ЦНПО «Вымпел» |
| Год(ы) окончания проекта | 1961—1963 | 1972—1974 | 1973 | 1978 | 1985 | 1991 | 1995 | 1995 | ?? | ?? |
| Принятие на вооружение | Нет | Да | Нет | Да | Нет | Нет | Да | Да | Н/д | Н/д |
| Тип ракеты | В-1000 | А-350Ж | А-350М | А-350Р | ПРС-1 / В-825 | ПРС-1 | 51Т6 типа А-350 | 53Т6 | 51Т6 мод. | 14Ц033 |
| Число ступеней | 2 | 2 | 2 | 2 | 2 | 2 | 2 | - | 2 | 2 |
| Тип двигателя (стартовый/маршевый) | РДТТ/ЖРД | РДТТ/ЖРД | РДТТ/ЖРД | РДТТ/ЖРД | РДТТ/РДТТ | РДТТ/РДТТ | РДТТ/ЖРД | РДТТ | РДТТ/ЖРД | ЖРД/ЖРД |
| Тип боевой части | о.-ф., ядерная | ядерная | ядерная | ядерная | ядерная | ядерная | ядерная | ядерная | ядерная | о.-ф., ядерная |
| Стартовая масса ракеты, т | — | 33 | — | 33 | — | — | 33 | 10 | — | 9,6 |
| Длина ракеты, м | 12,4—14,5 | 19,8 | — | 19,8 | — | — | 19,8 | 10,0 | — | — |
| Диаметр корпуса, м | 1,0 | 2,57 | — | 2,57 | — | — | 2,57 | 1,0 | — | — |
| Дальность действия, км | — | 350 | — | 350 | — | 500—1000 | 350 | 80 | 1000—1500 | 200—300 |
| Скорость полёта, м/с | 1000 | — | — | — | — | 2000—5000 | — | 3000 | — | — |
| Система наведения | радиокомандная | радиокомандная | радиокомандная | радиокомандная | радиокомандная | радиокомандная | радиокомандная | радиокомандная | радиокомандная | радиокомандная |
| Источник информации: Щит России: системы противоракетной обороны. — М.: Изд-во МГТУ им. Н. Э. Баумана, 2009. — С. 270. — 504 с. — ISBN 978-5-7038-3249-3. Примечание: Проекты А-35Т, С-225 и С-375 были прекращены на различных стадиях проведения опытно-конструкторских работ. Проект А-235 находится на стадии полигонных испытаний. | | | | | | | | | | |